# Grumentum
 (octobre 2021).
La mise en forme du texte ne suit pas les recommandations de Wikipédia : il faut le « wikifier ».
Les points d'amélioration suivants sont les cas les plus fréquents :
- Les titres sont pré-formatés par le logiciel. Ils ne sont ni en capitales, ni en gras.
- Le texte ne doit pas être écrit en capitales (les noms de famille non plus), ni en gras, ni en italique, ni en « petit »…
- Le gras n'est utilisé que pour surligner le titre de l'article dans l'introduction, une seule fois.
- L'italique est rarement utilisé : mots en langue étrangère, titres d'œuvres, noms de bateaux, etc.
- Les citations ne sont pas en italique mais en corps de texte normal. Elles sont entourées par des guillemets français : « et ».
- Les listes à puces sont à éviter, des paragraphes rédigés étant largement préférés. Les tableaux sont à réserver à la présentation de données structurées (résultats, etc.).
- Les appels de note de bas de page (petits chiffres en exposant, introduits par l'outil «  Source ») sont à placer entre la fin de phrase et le point final[comme ça].
- Les liens internes (vers d'autres articles de Wikipédia) sont à choisir avec parcimonie. Créez des liens vers des articles approfondissant le sujet. Les termes génériques sans rapport avec le sujet sont à éviter, ainsi que les répétitions de liens vers un même terme.
- Les liens externes sont à placer uniquement dans une section « Liens externes », à la fin de l'article. Ces liens sont à choisir avec parcimonie suivant les règles définies. Si un lien sert de source à l'article, son insertion dans le texte est à faire par les notes de bas de page.
- La présentation des références doit suivre les conventions bibliographiques. Il est recommandé d'utiliser les modèles {{Ouvrage}}, {{Chapitre}}, {{Article}}, {{Lien web}} et/ou {{Bibliographie}}. Le mode d'édition visuel peut mettre en forme automatiquement les références.
- Insérer une infobox (cadre d'informations à droite) n'est pas obligatoire pour parachever la mise en page.

Pour une aide détaillée, merci de consulter Aide:Wikification.
Si vous pensez que ces points ont été résolus, vous pouvez retirer ce bandeau et améliorer la mise en forme d'un autre article.
Grumentum est une ancienne ville datant de l’Antiquité, située au centre de la Lucanie, à l’emplacement actuel de la commune de Grumento Nova. Cette ville fut le lieu de nombreux conflits sous la Rome antique, incluant entre autres Hannibal. Elle représenta pendant quelques décennies un des centres les plus importants de la Lucanie. Les ruines de Grumentum font l'objet de fouilles archéologiques depuis de nombreuses années.

## Origine
L’apparition de Grumentum est difficile à replacer chronologiquement, faute de sources littéraires spécifiques. Cependant les recherches archéologiques, commencées au XVIe siècle, démontrent déjà une occupation humaine suivant une organisation régulière pendant la première moitié du IIe siècle av. J.-C.. Aujourd’hui, on estime que Grumentum est apparue plus tôt encore, au cours de la deuxième ou troisième décennie du IIIe siècle av. J.-C..
À l’origine, la ville s’appelait Grumyentum (dérivé de Myento et de Gru). Pour faciliter la prononciation, le ‘y’ finit par disparaitre, le nom de la ville devenant alors Grumentum.

## Emplacement
L’ancienne ville de Grumentum, située près de l’actuelle Grumento Nova dans le sud de l’Italie, occupait la superficie d’une colline située le long de la rivière Aciris (nommée aujourd'hui l'Agri), au cœur de l’ancienne Lucanie et près du centre de Viggiano. Sa situation était très avantageuse, compte tenu du fait qu’elle se situait au croisement de quatre voies importantes (dont la Via Herculea qui menait à Heraclea), qui s’entrecroisaient en dehors de l’ancien centre historique.
Grumentum était le principal centre urbain du val d’Agri, qui représentait un lieu stratégique en cette partie de l’Italie méridionale. Elle se présentait comme un des peu nombreux centres florissants de l’ancienne Lucanie, sous l’époque impériale.

## Histoire de Grumentum

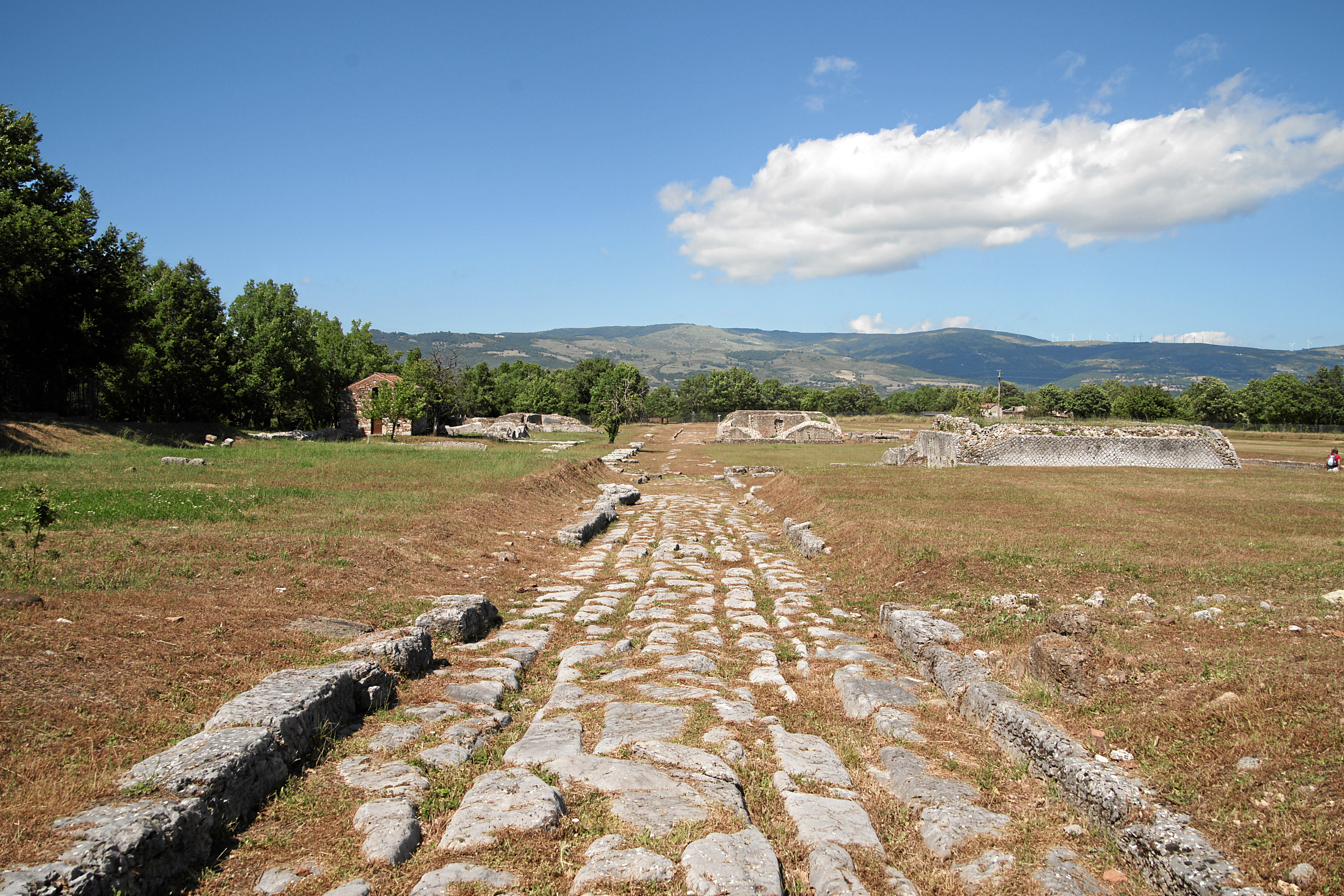
Route de Grummentum datant de l'Antiquité, Photo prise dans un parc archéologique, 2016.

Lors de la deuxième guerre punique, de 218-202 av. J.-C, Grumentum fut une première fois le siège d’une bataille affrontant Hannon et Sempronius et ce dernier en sortit vainqueur. Quelques années plus tard, un nouvel affrontement eut lieu près de Grumentum, opposant cette fois les troupes d’Hannibal aux troupes romaines de Nero.
La ville fut détruite par les Italiens lors de la guerre civile survenue au cours du milieu du Ier siècle av. J.-C.. Grumentum était en effet restée fidèle à Rome, ce qui laissa cours à des violences portées sur la ville. Elle fut cependant reconstruite très peu de temps après, suivant cette fois un modèle romain, incluant des bains publics, un amphithéâtre, des murs solidifiés et une porte.

## Évolution
L’importance de Grumentum décline rapidement à partir du Ve siècle. La ville finit par être abandonnée au cours des VIe et VIIe siècles. Cependant, Grumento Nova, située à proximité de l’ancienne ville, perdure. Actuellement, cette commune existe toujours, pas loin des ruines de Grumentum où des fouilles archéologiques sont pratiquées. Elle se situe à présent dans la région Basilicate, en Italie méridionale.